# Внутрішньо-європейська організація податкових адміністрацій
Внутрішньо-європейська організація податкових адміністрацій, англ. Intra-European Organisation of Tax Administrations (IOTA) — міжнародна організація, завдання якої полягає у забезпеченні співробітництва між податковими адміністраціями у європейському регіоні та у підтримці їх розвитку відповідно до індивідуальних потреб кожної адміністрації.

## Мета і завдання
Основною метою ІОТА є стимулювання багатосторонньої допомоги, обмін інформацією та кооперація між членами ІОТА через постійний форум для податкових адміністрацій, проведення навчання, організація конференцій, семінарів, видання публікацій, надання технічної допомоги з урахуванням інтересів країн — членів ІОТА.
Серед основних стратегічних завдань ІОТА слід відзначити сприяння зміцненню співробітництва між податковими адміністраціями країн-членів, підтримку податкових адміністрацій країн-членів у процесі впровадження програм модернізації, сприяння застосуванню позитивної практики у сфері адміністрування податків, забезпечення співробітництва з іншими міжнародними та регіональними організаціями, координацію консультацій між членами.
Враховуючи специфіку країн європейського регіону, неоднорідний характер розвитку економіки, важливим вбачається те, що діяльність ІОТА є дуже різноманітною, спрямованою на максимально індивідуалізований підхід до умов та потреб податкової адміністрації кожної країни-члена.

## Структура
Структура ІОТА складається з наступних статутних органів:
- Генеральна Асамблея;
- Виконавча Рада;
- Секретаріат.

Генеральна Асамблея обирає Президента Організації, який одночасно є Президентом Генеральної Асамблеї та Президентом Виконавчої Ради. Статутним членом Генеральної Асамблеї та Виконавчої Ради є керівник Податкової адміністрації відповідної країни.
На кожній Генеральній Асамблеї обираються або переобираються два внутрішніх аудитори Організації. Виконавчий секретар — це голова Секретаріату, призначений Генеральною Асамблеєю. Кожна адміністрація–член призначає посадову особу в якості Головної Контактної Особи ІОТА.

## Історія
Рішення про заснування Організації було прийняте під час Третьої Конференції «З питань податкового адміністрування у державах центральної та східної Європи та країнах Балтії (СЕЕВ)», яка відбулась у Варшаві 28 — 30 жовтня 1996 року. Членами — засновниками виступили податкові адміністрації Болгарії, Чехії, Угорщини, Латвії, Литви, Польщі та Словацької Республіки. Європейський Союз та дев'ять його членів, Міжнародний Валютний Фонд, Організація економічного співробітництва та розвитку (ОЕСР), СІАТ та США підтримали це рішення.
У 1997 році ІОТА підписала з Урядом Угорської Республіки Угоду про місцезнаходження, а 1 березня 1997 року у м. Будапешті розпочав роботу Секретаріат Організації.

## Члени організації

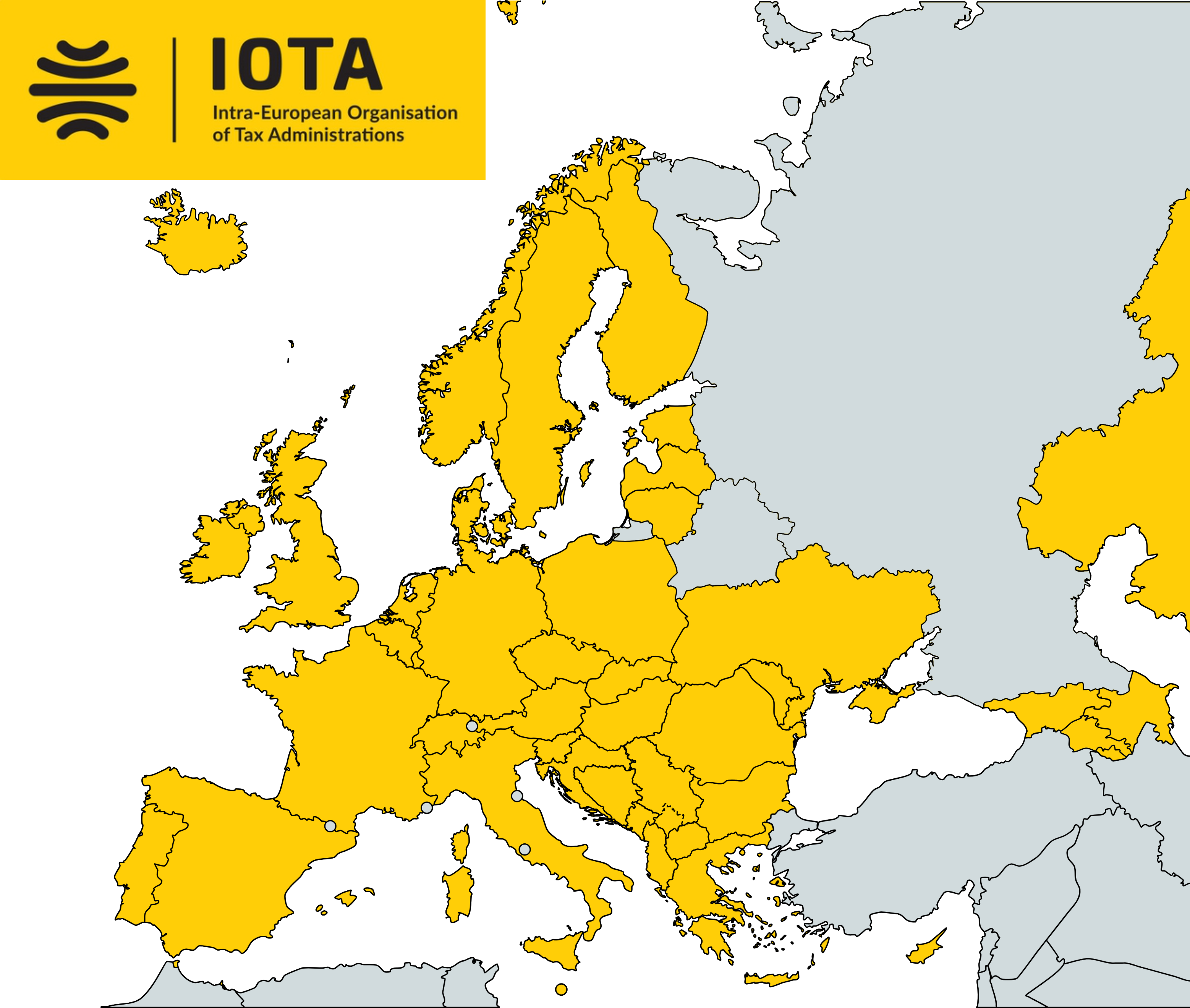

Членами Організації є податкові адміністрації європейських держав. Податкові адміністрації неєвропейських країн за бажанням можуть набути асоційованого членства в ІОТА. Варте уваги положення Статуту ІОТА, яке визначає, що членами Організації можуть бути лише податкові адміністрації держав. У випадку коли в країні існує більше ніж один орган, відповідальний за збирання податків, кожна держава визначає ту податкову адміністрацію, яка може подати заяву на членство в Організації.
Сьогодні членами Організації є 46 європейські податкові адміністрації — повні члени, включаючи Україну. 